# Salut d'amour (série télévisée)
Ne doit pas être confondu avec Salut d'Amour.
Salut d'amour (사랑의 인사 - Sarang ui Insa) est une série télévisée sud-coréenne en 25 épisodes de 50 minutes, diffusée entre le 1er novembre 1994 et le 25 avril 1995 sur la deuxième chaîne de KBS.
Cette série est inédite dans tous les pays francophones.